# Sailing (cântec de Christopher Cross)
„Sailing” este un cântec compus și înregistrat de muzicianul american Christopher Cross. A fost lansat în iunie 1980 ca al doilea single de pe albumul eponim. Piesa s-a bucurat de succes în Statele Unite, câștigând Premiul Grammy pentru Înregistrarea anului, Melodia anului, și Aranjamentul anului, aducându-i lui Cross și premiul de Cel mai bun artist nou. VH1 a numit-o fiind ce mai bună piesă de „softsational soft rock” din toate timpurile.
S-a clasat pe primul loc în clasamentul Billboard Hot 100 din Statele Unite, ajungând pe această poziție pe 30 august 1980, pentru o săptămână. Mai mulți artiști au făcut cover-uri după această piesă, printre care Avant, Barry Manilow, Greenskeepers, 'N Sync, Phajja, Patrick Yandall, și, ca duet, Moya Brennan & Cormac de Barra. Înregistrată în 1979, a fost una din primele piese înregistrate digital, cu ajutorul 3M Digital Recording System (română Sistemul Digital de Înregistrare 3M). În discursul avut la premiile Grammy, Christopher a mărturisit că „Sailing” este cântecul său preferat de pe album și că inițial nu a fost planificat ca single.

## În cultura populară
Compania aeriană AeroMéxico a folosit piesa în reclame difuzate la mijlocul anilor '80. A mai fost folosită și la promovarea firmei de țigări Winston.
„Sailing” a fost folosit și în alte cântece, printre care „Best Friend” (1999) al lui Puff Daddy și „Paradise” (2006) al lui Bone Thugs-n-Harmony, "Can't Let You Go" de Chris Brown.
A mai fost utilizat în filmul Flushed Away și în seria Family Guy, în episodul „Finders Keepers”.

## Clasamente
| Clasament (1980–81)                      | Poziție de vârf |
| ---------------------------------------- | --------------- |
| Australia (Kent Music Report)            | 46              |
| Belgia (Ultratop 50 Flanders)            | 38              |
| Canadian Adult Contemporary (RPM)        | 1               |
| Canadian Top Singles (RPM)               | 1               |
| Ireland (IRMA)                           | 21              |
| Italy (FIMI)                             | 12              |
| Olanda (Dutch Top 40)                    | 18              |
| Noua Zeelandă (Recorded Music NZ)        | 8               |
| Spania (AFYVE)                           | 24              |
| UK Singles (The Official Charts Company) | 48              |
| U.S. Billboard Hot 100                   | 1               |
| U.S. Billboard Adult Contemporary        | 10              |

### Clasamente de sfârșit de an
| Clasament (1980)     | Poziție de vârf |
| -------------------- | --------------- |
| US Billboard Hot 100 | 32              |

## Legături externe
- Versurile complete ale acestei piese pe MetroLyrics